# Kelmis
Kelmis (La Calamine in francese, Calmène in vallone) è una città della Comunità germanofona del Belgio, situata a 5 chilometri da Aquisgrana e costituisce uno dei 9 comuni di lingua tedesca facenti parte della Vallonia. Il comune, costituito nel 1977, è composto dai territori dei tre antichi comuni di Kelmis, Neu-Moresnet e Hergenrath. Fa parte dell'Euroregione Mosa Reno. In passato il comune si è chiamato Altenberg.

## Geografia
Il comune di Kelmis è costituito dalle località di Hergenrath, Kelmis (già Altenberg oppure Neutral-Moresnet) e Neu-Moresnet (un tempo chiamata Preußisch-Moresnet).
Il territorio comunale si estende nella valle del fiume Geul nel triangolo di territorio compreso fra Belgio, Paesi Bassi e Germania. Le città più vicine sono Aquisgrana (8 km) Eupen (15 km) e Liegi (40 km) in Belgio così come Maastricht (40 km) nei Paesi Bassi.

## Storia
Il nome della località deriva dal termine Kelms o Kelmes, definizione locale della calamina (presente nella sua forma di emimorfite) che veniva estratta fin dall'Alto Medioevo. Fino al 1920 la località principale era chiamata Moresnet. Infatti Kelmis è stata la capitale di fatto del microstato denominato Moresnet Neutrale esistito dal 1816 al 1919.
Il territorio attorno alla Vecchia Montagna, ossia una miniera di zinco, è stato un microstato semi-indipendente fra il 1816 ed il 1919, con il nome di Moresnet Neutrale, condominio del Regno Unito dei Paesi Bassi (del Belgio dal 1839) e del Regno di Prussia (della Confederazione Tedesca del Nord dal 1867, dell'Impero tedesco dal 1871 e della Germania dal 1918).
Kelmis fa parte dei comuni dei cantoni dell'Est che furono annessi al Belgio dal trattato di Versailles nel 1919.

## Lingua
Nel XIX secolo, a Kelmis si parlava il Platdiets, un insieme di dialetti di transizione tra limburghese e ripuario, detto anche basso germanico. Oggi la città è bilingue (francese e tedesco) ed è una delle nove municipalità della Comunità germanofona del Belgio.

## Monumenti e luoghi d'interesse
A Hergenrath si trova il castello di Eyneburg, uno dei più significativi edifici storici del Belgio orientale.